# Samtgemeinde Weser-Aue
De Samtgemeinde Weser-Aue is een Samtgemeinde in de Duitse deelstaat Nedersaksen. Het is een samenwerkingsverband van enige kleinere gemeenten in het midden van Landkreis Nienburg/Weser. Het bestuur is gevestigd in Lemke, direct ten zuiden van het dorp Marklohe.
Per 1 november 2021 is een fusie doorgevoerd tussen de Samtgemeinde Marklohe en de Samtgemeinde Liebenau.
De nieuwe fusiegemeente heet Samtgemeinde Weser-Aue. Het gemeentehuis van de Samtgemeinde Marklohe is voorlopig ook dat van de nieuwe Samtgemeinde.
De twee oude Samtgemeinden hadden voor de fusie in november 2021 een speciale bestuurlijke samenwerking met de naburige  gemeente Steyerberg. Deze samenwerking heette Zweckverband „Linkes Weserufer“ .

## Deelnemende gemeenten
1. Balge, bestaande uit het dorp Balge zelf (zetel van het deelgemeentebestuur), en de kleinere dorpen Blenhorst, Bötenberg, Buchholz, Buchhorst, Dolldorf, Holzbalge, Mehlbergen, Möhlenhalenbeck en Sebbenhausen.
2. Marklohe, bestaande uit het dorp Marklohe zelf,  en de kleinere dorpen Lemke (zetel van het bestuur van de deelgemeente en van de gehele Samtgemeinde), en Wohlenhausen, die zeer dicht bij Marklohe liggen, alsmede het ongeveer 1,5 km verwijderde dorp Oyle.
3. Wietzen, bestaande uit het dorp Wietzen zelf (zetel van het deelgemeentebestuur), en de kleinere dorpen Holte en Stumpenhusen.

Tussen haakjes het aantal inwoners per 31 december 2018.
1. Binnen (1.010), incl. de dorpen Bühren en Glissen
2. Liebenau (3.877)
3. Pennigsehl (1.262), incl. de dorpen Mainsche en Hesterberg

## Ligging, verkeer, vervoer

### Wegverkeer
De voormalige Samtgemeinde Marklohe  ligt direct aan de Bundesstraße 214, die van Nienburg/Weser naar Sulingen loopt en aan de Bundesstraße 6 van Nienburg/Weser naar Bremen.
De voormalige Samtgemeinde Liebenau ligt aan de westoever van de Wezer, waar de Große Aue daarin uitmondt. De Große Aue stroomt ook dwars door de plaats Liebenau zelf.

### Trein- en busverkeer
Door de gemeente loopt een, op vele plekken niet meer berijdbare, goederenspoorlijn, die vroeger een railverbinding met Nienburg/Weser vormde.
Er is een busverbinding tussen o.a. Balge en Marklohe met Nienburg/Weser v.v. Deze bussen rijden op  werkdagen iedere twee uur, zaterdagen slechts enkele malen per dag, en op zon- en feestdagen helemaal niet.

### Vliegverkeer
Bij het dorpje Holzbalge, deelgemeente Balge, hemelsbreed 9 km ten noordnoordwesten van Nienburg/Weser, ligt een klein vliegveld, Flugplatz Nienburg-Holzbalge, ICAO -code EDXI. Het is bedoeld voor kleine sport- en hobbyvliegtuigjes,  o.a. ULV 's en t.b.v. de zweefvliegsport. Het heeft één graspiste van 850 meter lengte en 30 meter breedte.

## Economie

### Voormalige Samtgemeinde Marklohe
De gemeente bestaat van middel- en kleinbedrijf, waaronder enige transport- en logistiekfirma's en een middelgrote aannemer. Van iets minder belang is de landbouw en (pluim-)veeteelt, en het toerisme (pleziervaart op de Wezer: er is een grote jachthaven; fietsen langs die rivier). In 2019 sloot de grootste fabriek van de gemeente, een kippenslachterij annex producent van diepvrieskipproducten, haar poorten, waardoor 200 dorpelingen werkloos werden.

### Voormalige Samtgemeinde Liebenau
In de bossen ten westen van Liebenau is op het terrein van het vroegere Eibia-complex (zie hierna) een groot zonnepanelenpark ingericht.
De gemeente beschikt over enige bedrijfsterreinen met uiteenlopend midden- en kleinbedrijf. De grootste bedrijven daar maken plastic producten en beton. Langs de Wezer en de Große Aue vindt zandwinning plaats.
De gemeentes kennen enig fietstoerisme, vooral in samenwerking met de buurgemeentes gepromoot.

## Geschiedenis

### Voormalige Samtgemeinde Marklohe
- In 1931 werd het hoofddorp van de huidige Samtgemeinde,  Lohe,  verdoopt in Marklohe. Er werd (en wordt door sommige geleerden nog steeds) vermoed, dat het huidige Marklohe in de 8e eeuw de locatie  van een belangrijke dingplaats van de voorchristelijke Saksen was, die in de legendes rond Sint Lebuïnus als Marklo aan de Wezer voorkomt.[2]  Historisch en wetenschappelijk aanvaard bewijs hiervoor is echter niet geleverd. Ook Lohe, gemeente Bad Oeynhausen, komt hiervoor in aanmerking.
- In Mehlbergen, gem. Balge werd bij archeologische opgravingen een zogenaamde Nienburger Tasse gevonden. Deze keramiekvorm van de pre-Romeinse IJzertijd is genoemd naar Nienburg, waar zulke voorwerpen voor het eerst werden gevonden.
- Het dorpje Blenhorst, gemeente Balge, was van 1840 tot 2010 één der kleinste kuuroorden van Duitsland. Men kon er modderbaden nemen in een mengsel van veenmodder en geneeskrachtig, zouthoudend water uit een in 1840 door een plaatselijke herder ontdekt bronnetje. Hierdoor mocht het dorpje in die tijd Bad Blenhorst heten.  In sommige verwijzingen naar dit plaatsje wordt het -aan erkende kuuroorden voorbehouden- voorvoegsel Bad nog gebruikt.
- Aan het eind van de 12e eeuw liet een lokale edelman, de heer Von Stumpenhusen, een kasteel bouwen, waar het dorpje Stumpenhusen omheen ontstond. Zij lieten ook de huidige St. Gangulphuskerk te Wietzen bouwen. De Von Stumpenhusens verkochten in 1202 hun bezittingen en de rechten op hun familiewapen en -zegel, voorzien van de (in de gemeentewapens van Wietzen en van de Samtgemeinde nog aanwezige) berenklauw, aan het opkomende gravengeslacht Von Hoya. Het kasteel is verloren gegaan; wanneer, en door wiens toedoen, is niet bekend.

### Voormalige Samtgemeinde Liebenau
De plaats, waar Liebenau ligt, tussen lage heuvels, en bij de monding van een kleine rivier in een grote, was al sinds de Jonge Steentijd bewoond. Aan de Große Aue is tussen 1953 en 1988 een grafveld ontdekt, waar Saksen in de periode van plm. 400 tot 800 n.Chr. ten minste 550 doden hebben bijgezet. De talrijke daar opgegraven grafvondsten bevinden zich nu in het museum van Nienburg/Weser.
Ook na de kerstening ten tijde van Karel de Grote is er een Saksische nederzetting geweest. Rond 900 werd de eerste kerk gebouwd. Al spoedig hierna is er sprake van een aan Sint Laurentius gewijde kerk. Deze geldt als beschermheilige van o.a. smeden. Van de middeleeuwen tot plm. 1850 was Liebenau bekend om de goede kwaliteit van de door de plaatselijke smeden gemaakte zeisen. Veel vrouwen hadden er tot plm. 1800 een bestaan als kantklosster. St. Laurentius siert nog altijd het gemeentewapen van Liebenau. 
Liebenau is een Vlek (nederzetting), d.w.z. dat de plaats in het verleden marktrecht heeft gekregen, maar nooit volledig stadsrecht. De plaats maakte van de middeleeuwen tot aan de Napoleontische tijd deel uit van verschillende graafschappen, o.a. het Vorstendom Minden tot 1346 en daarna het Graafschap Hoya tot plm. 1512. 
Drie kasteeltjes zijn door de plaatselijke heren in gebruik geweest, later vooral als Amtshaus (woning voor de burggraaf of Amtmann, die uit 's graven naam Liebenau bestuurde en tegen vijanden verdedigde). Van twee van deze kasteeltjes is niets overgebleven. Het na 1870 herbouwde derde huis, Schloss Eickhoff, kwam in 1938 in handen van het Eibia-munitiebedrijf en diende als kantoor en directiewoning, tijdens de Hitlertijd als school voor de Hitlerjugend en na de oorlog tot 1978 als Brits officierscasino. Tegenwoordig is het een besloten klooster van de Rinzai-richting van het Japanse zen-boeddhisme. Eromheen is een, niet voor buitenstaanders toegankelijke, Japanse tuin ingericht.

### Eibia-complex en nazikampen bij Liebenau

#### Tot 1945
In 1938 kocht de firma Wolff uit Bomlitz, die al meer dan honderd jaar buskruit en andere springstoffen had geproduceerd, voor haar dochteronderneming, het chemische bedrijf Eibia, van o.a.  de plaatselijke baron Von Eickhoff meer dan 1300 hectare grond op de Eickhoffer Heide ten westen van Liebenau. In 1939 begon hier de bouw van de munitiefabriek met de codenaam Karl. Bij het uitbreken van de Tweede Wereldoorlog, toen de behoefte aan kruit en munitie sterk steeg, was de bouw van de fabriek nog niet gereed. Om de afbouw van, en daarna de productie in de fabriek te versnellen, werden daartoe bij de fabriek kampen voor dwangarbeiders ingericht. Eind  1941 was de fabriek klaar en er volgden tot het voorjaar van 1945 drie jaren, waarin de fabriek in totaal 40.000 ton springstof, raketbrandstof voor V-1's en V-2's en munitie produceerde. Daarmee was Karl een van de grootste munitiefabrieken van het Derde Rijk. Van de hier werkende arbeiders kwam 80% van buiten Duitsland, uit Frankrijk en Nederland (Arbeitseinsatz), maar ook uit de toenmalige Sovjet-Unie. Voor het gewone personeel werden de woonwijken Stein I en Stein II gebouwd, die er nog staan en nu een buitenwijkje van Liebenau vormen. West-Europese gevangenen werden in stenen barakken, Oost-Europese in slechte, houten barakken ondergebracht. Arbeiders, die de extreem strenge discipline overtraden, belandden in het Arbeitserziehungslager van de Gestapo in Liebenau. De omstandigheden in dit Lager met een capaciteit van 500 gevangenen waren ongeveer die als in een concentratiekamp. Het beleid van de nazi's was, dat de Oost-Europeanen slechter werden behandeld - zij waren immers Untermenschen- dan de anderen, en het gevaarlijkste en zwaarste werk moesten doen. In het gehele complex zijn gedurende de nazi-tijd meer dan tweeduizend, vooral Russische, gevangenen omgekomen door uitputting, ondervoeding, mishandeling, dysenterie- en tyfusepidemieën, en doordat velen de doodstraf door ophanging moesten ondergaan. Aan de westkant van het complex, verborgen in de bossen, is een Russisch oorlogskerkhof aanwezig, waar vele van deze slachtoffers begraven liggen.

#### Na de Tweede Wereldoorlog
In april 1945 viel het gehele complex, ook de munitiefabriek, nagenoeg onbeschadigd in handen van de British Army. Het enorme munitiedepot was tijdens de Koude Oorlog onmisbaar voor de NAVO-landen. Bedrijven van het (niet meer bestaande) Dynamit Nobel AG (1951-1977) en daarna het Nederlandse Eurometaal (1977-1994) produceerden er  munitie en aanverwante legerbenodigdheden. Op het enorme terrein onderhield de Bundeswehr tot 1995 een munitiedepot, het grootste van Duitsland, van 1963 -1992 ook met kernwapens. 
Alles, wat met dit militaire complex te maken heeft, was, mede vanwege militaire geheimhouding, omgeven met een waas van geheimzinnigheid. In 1999 begon men met historisch onderzoek naar het Eibia-terrein. In 2019 was dit onderzoek nog in volle gang. Het terrein ligt sinds 1994 braak en is nog steeds niet toegankelijk, mede omdat er sprake is van gevaar door o.a. half ingestorte ruïnes van gebouwen op het terrein, bodemvervuiling en mogelijk aanwezige onontplofte munitie. In 2019 is een deel van het terrein door een onbekende particuliere grootinvesteerder gekocht. Ook ligt er intussen een zonnepark van enige hectaren.

## Bezienswaardigheden, natuurschoon, toerisme

### Voormalige Samtgemeinde Marklohe
- Het landschap in de gemeente is afwisselend en leent zich voor wandelingen en vooral (ook meerdaagse) fietstochten. Samen met de buurgemeentes propageert de Samtgemeinde Marklohe het fietstoerisme, o.a. langs langeafstandsfietsroutes, sterk.
- De watermolen van Blenhorst (1769) is een koren- en zaagmolen met een bovenslag- en een onderslagrad. De molen is maalvaardig en t.b.v. toeristen worden er af en toe demonstraties gegeven. In de molen is een trouwlocatie ingericht.
- Bij Mehlbergen ligt aan de Wezer de grote jachthaven Marina Mehlbergen, die in particulier bezit is.
- Monumentale dorpskerken, alle evangelisch-luthers:
  - St. Bartholomeüskerk Balge (eind 13e eeuw, romaanse stijl)
  - Clemens Romanus-kerk te Marklohe (deels 12e-eeuws)
  - Gangulphuskerk (St.-Gangolf-Kirche) te Wietzen (deels 12e-eeuws, in 1958 ingrijpend verbouwd)
- Natuurreservaat Speckenbachtal (45 ha) op de grens met gemeente Borstel Samtgemeinde Siedenburg.

### Voormalige Samtgemeinde Liebenau
- Langs de Wezer is een voormalige grindgroeve omgevormd tot een vogelreservaat met ooibos in ontwikkeling. Vanaf de fietsroute langs de rivier kan men het (niet toegankelijke) gebied overzien en met enig geluk talrijke zeldzame vogelsoorten observeren.
- Langs en nabij de Wezer lopen veel fietsroutes, ook voor meerdaagse tochten; de gemeente promoot het fietstoerisme sterk.
- Ten oosten van het dorp Binnen loopt de Bergstraße, langs wat met enige overdrijving de Binner Schlucht (kloof) wordt genoemd. De rand van een enkele tientallen meters hoge  stuwwal is hier door erosie steil naar het Wezerdal sterk afgekalfd.
- Wat de industrie tussen 1938 en 1995 van de bossen ten westen van Liebenau heeft overgelaten, is de moeite van een wandeling waard.
- De evangelisch-lutherse Laurentiuskerk te Liebenau, gebouwd in de stijl der late gotiek, dateert uit het eerste kwart van de 16e eeuw.
- Heimathaus Witten Hus, een voormalige, karakteristieke boerderij, is het plaatselijke streekmuseum en kulturhus. Het is in de gemeente ook een geliefde trouwlocatie.
- De plaatselijke delicatessen, asperges, zijn al sinds omstreeks 1900 in heel Nedersaksen geliefd, ook op de menukaart van luxe-restaurants in de verre omtrek.
- Binnen en het daar vlakbij gelegen Bühren hebben beide een fraai, middeleeuws (evangelisch-luthers) dorpskerkje.In de tuin bij het kerkje van Binnen staan enige eeuwenoude, monumentale bomen.

## Afbeeldingen

### Voormalige Samtgemeinde Marklohe

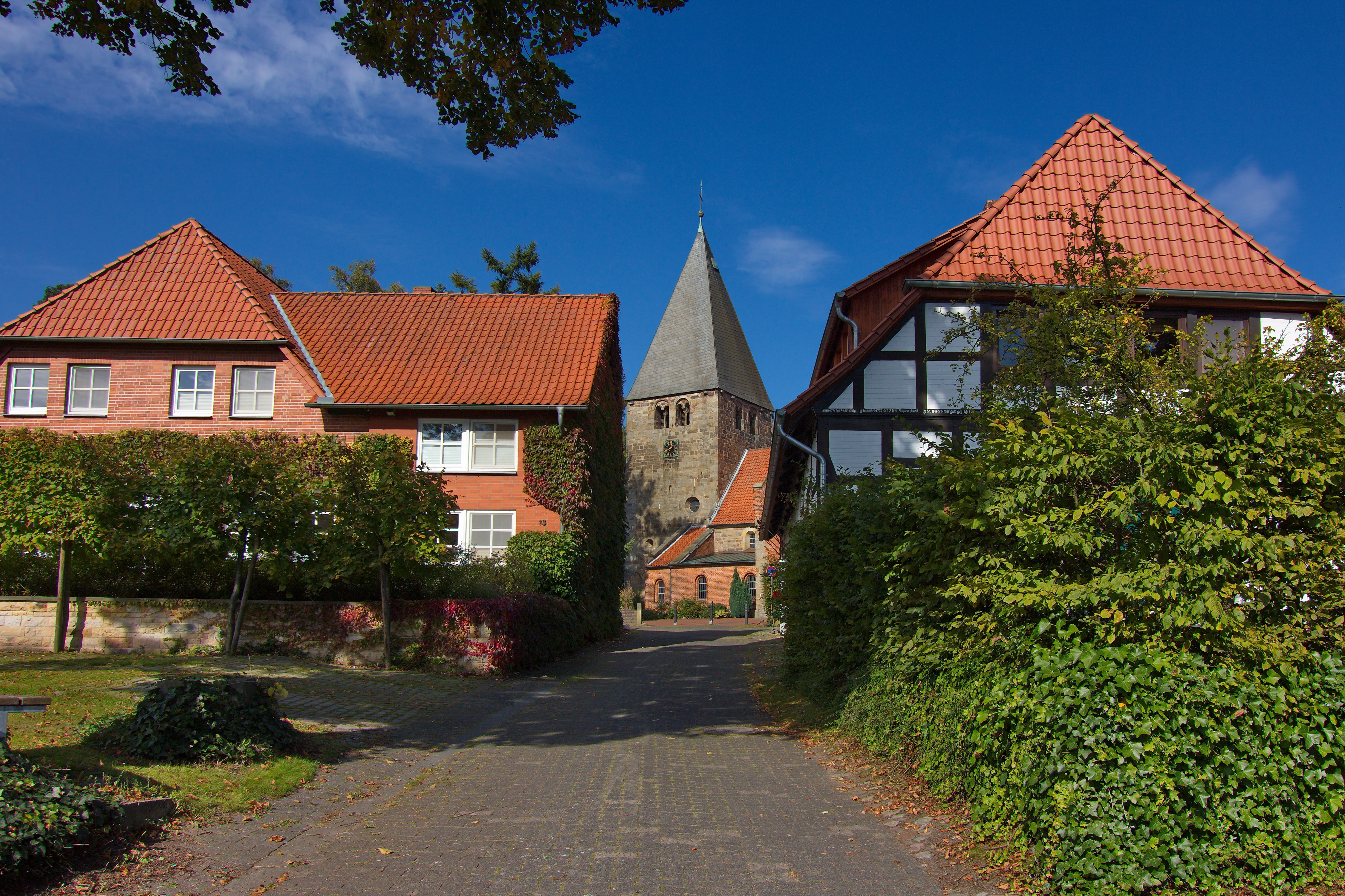
Kijkje in Marklohe (1) met de Clemens Romanuskerk
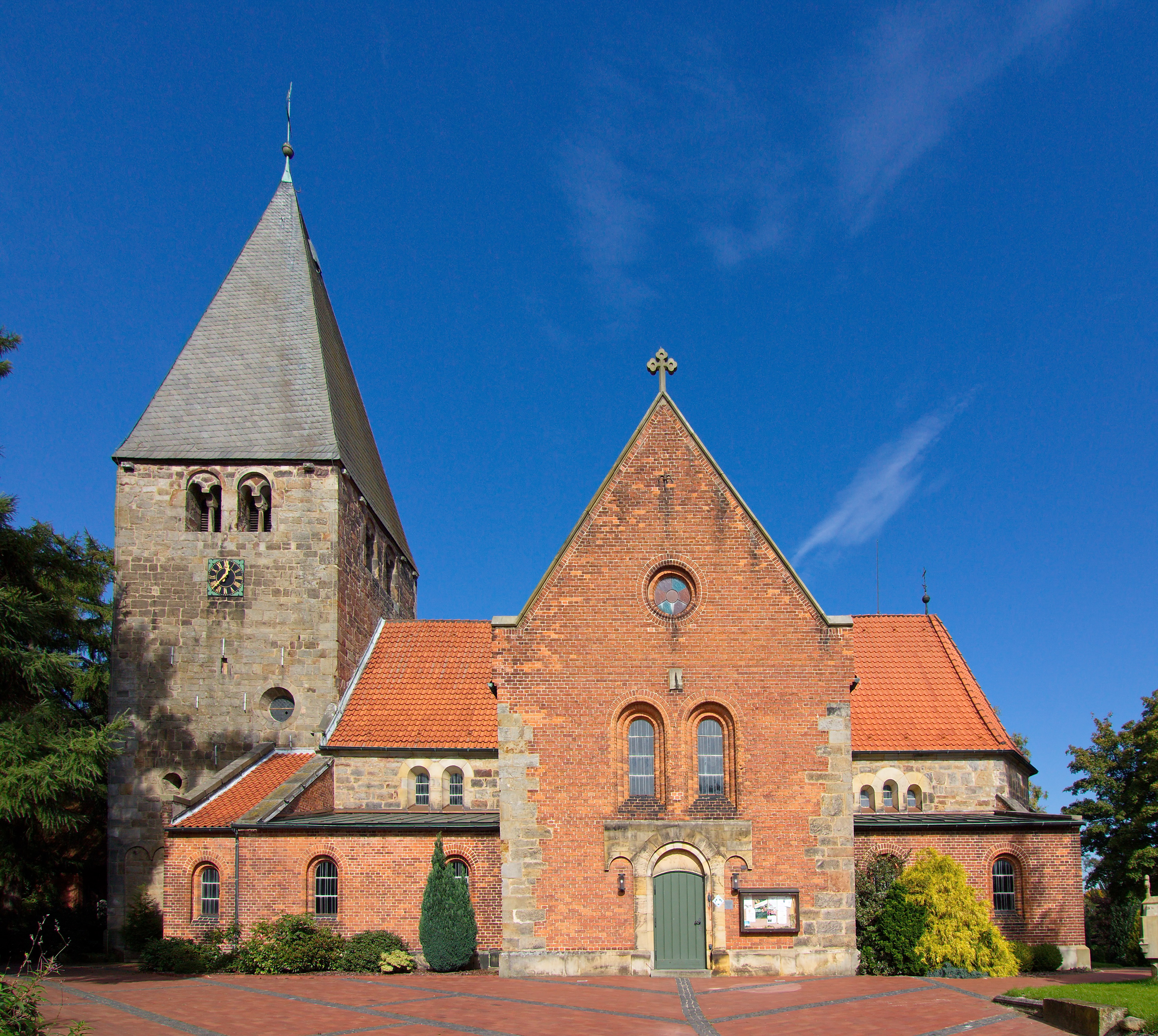
Kijkje in Marklohe (2) met de Clemens Romanuskerk
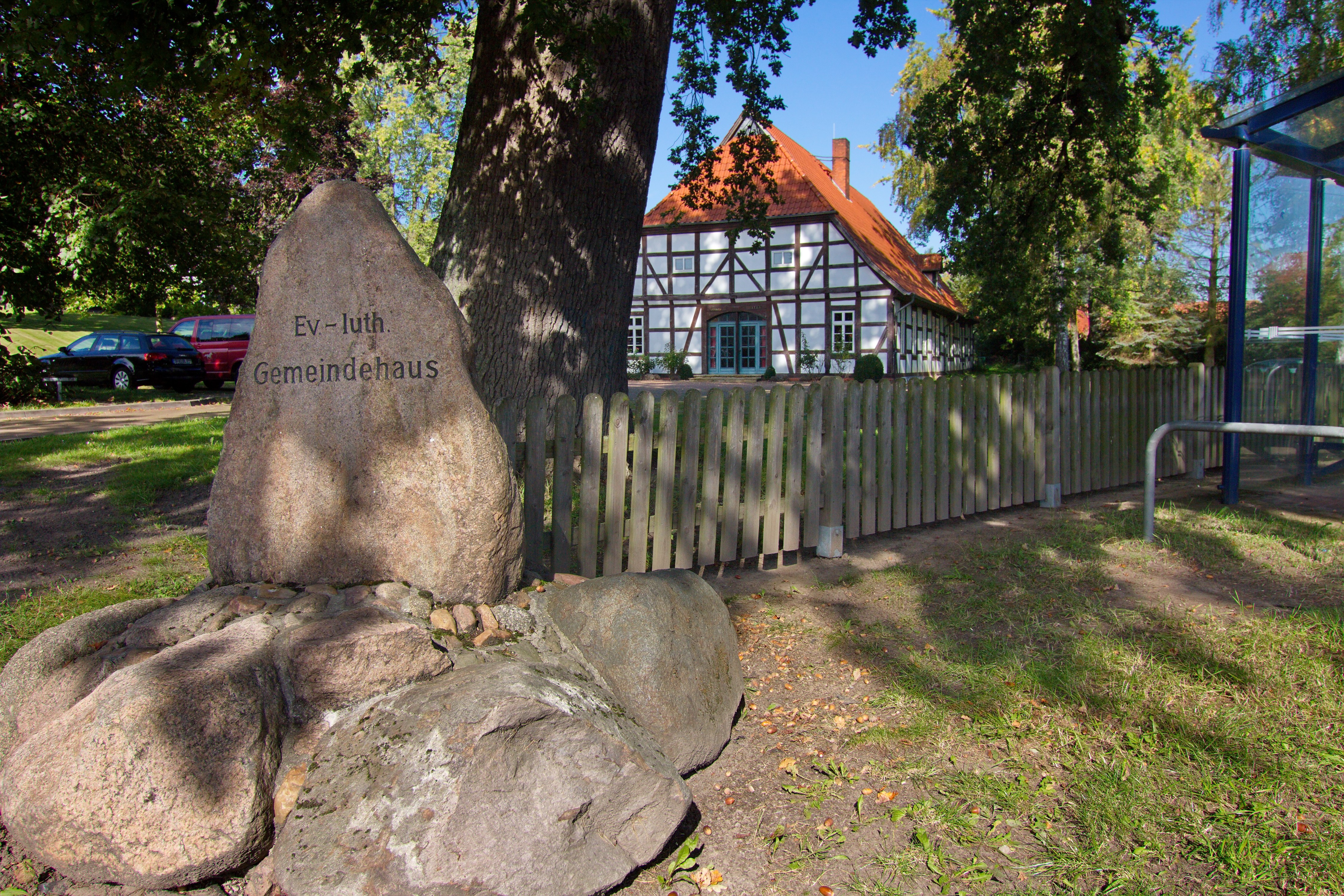
Voormalige pastorie te Marklohe (1764)
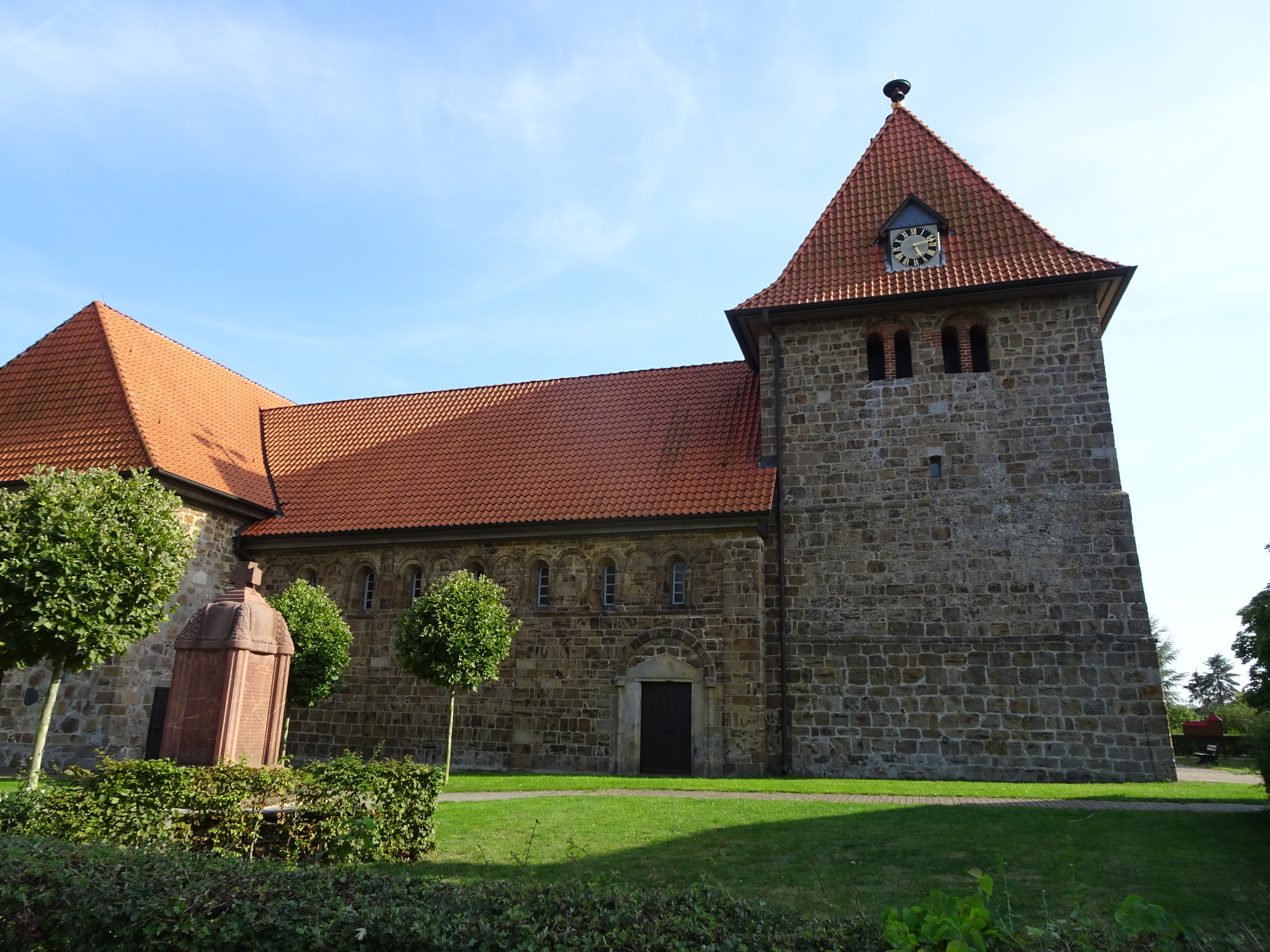
Gangulphuskerk te Wietzen
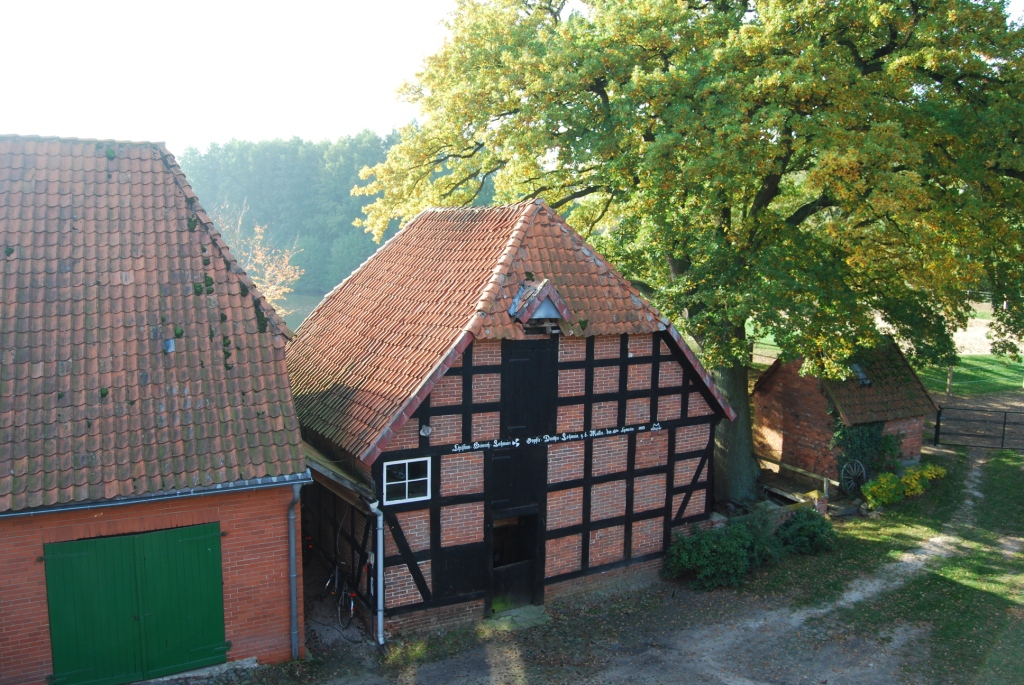
Benther Molen, Bötenberg (niet meer maalvaardig)
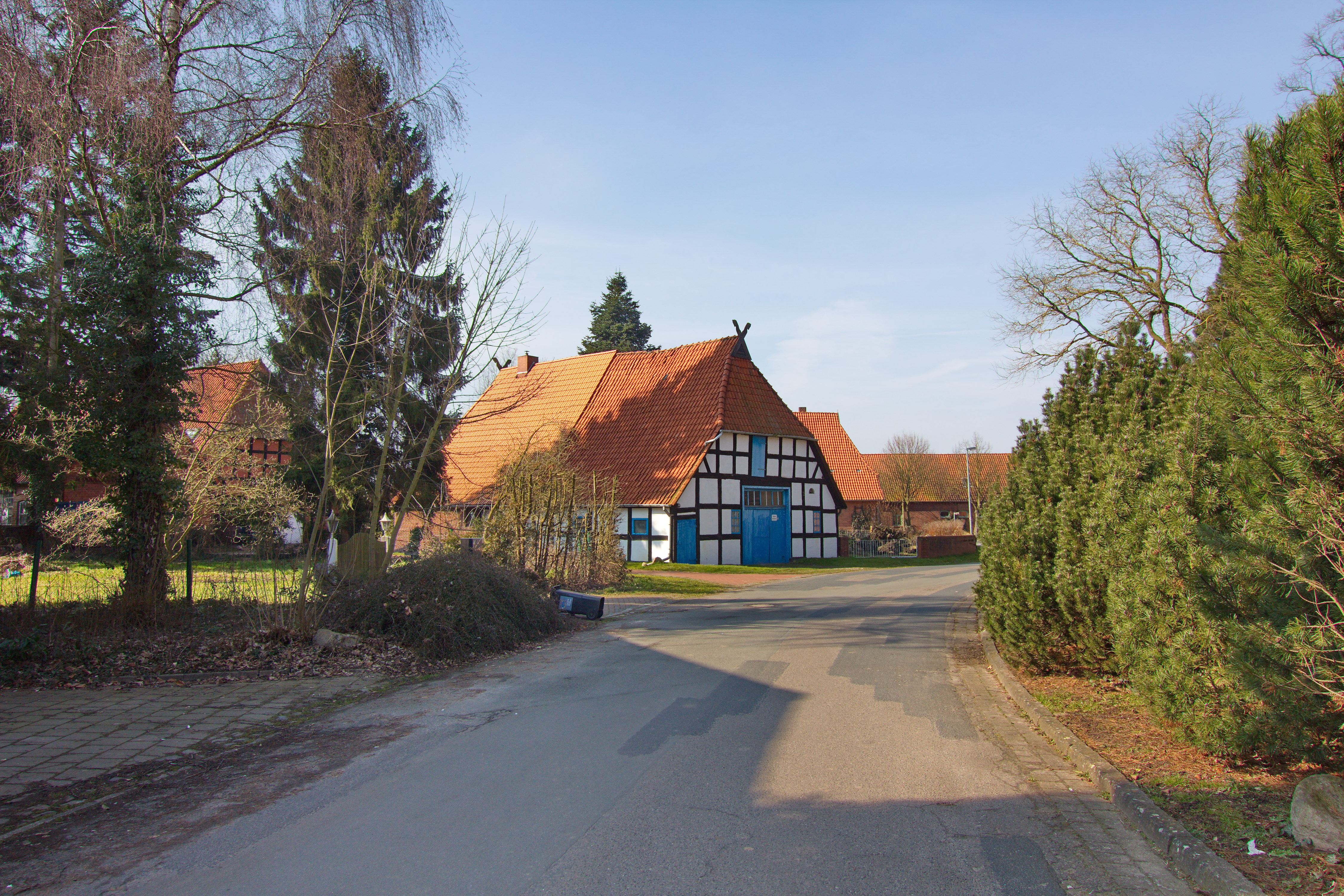
Vakwerkhuis te Balge
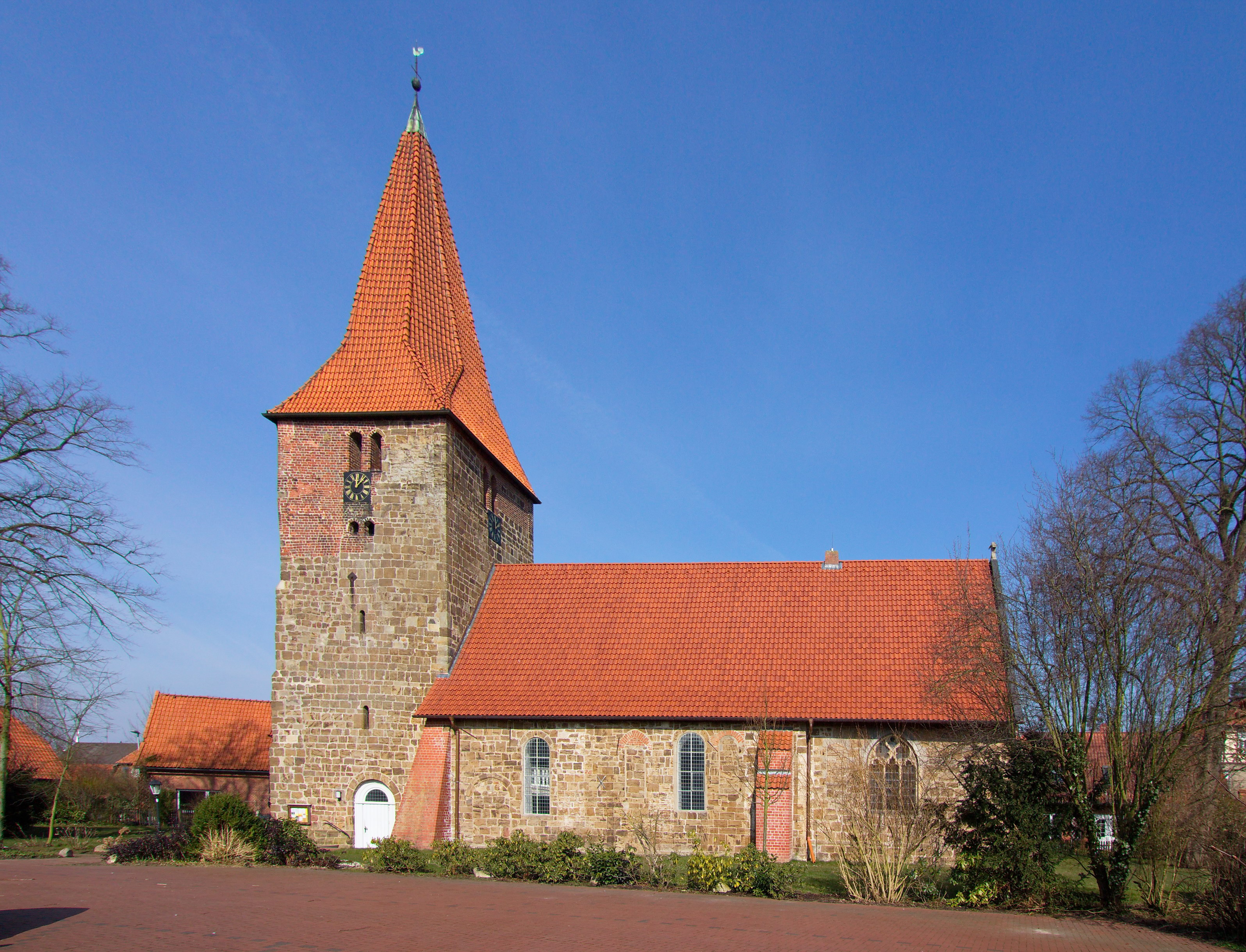
St. Bartholomeüskerk Balge
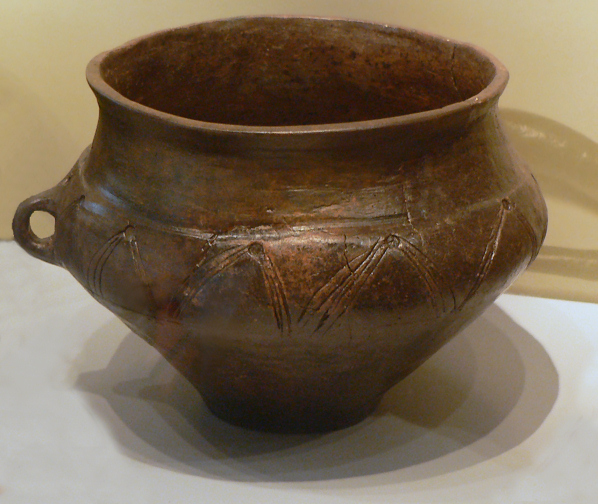
Nienburger Tasse uit Mehlbergen, collectie Museum Nienburg/Weser
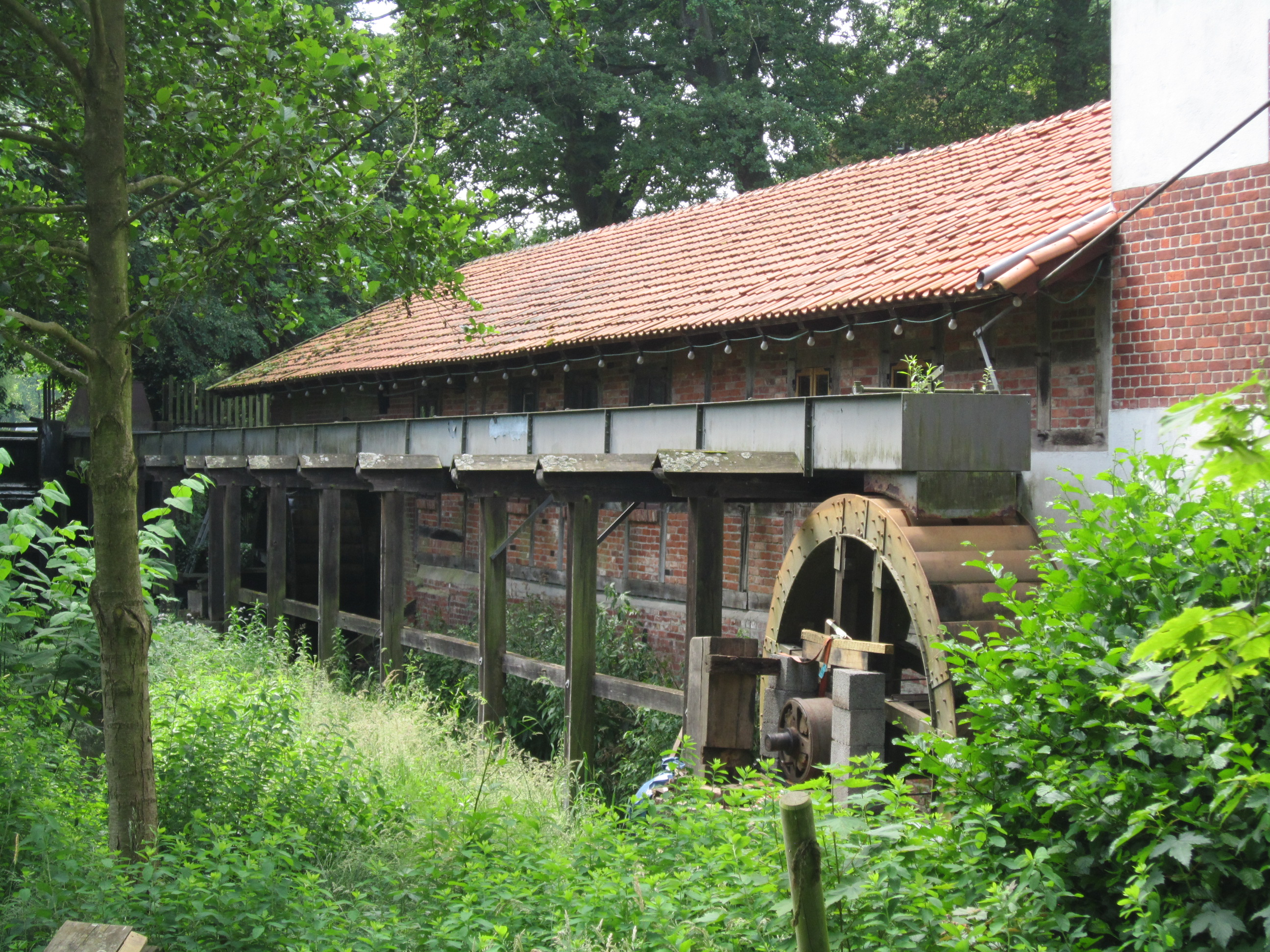
Watermolen Blenhorst
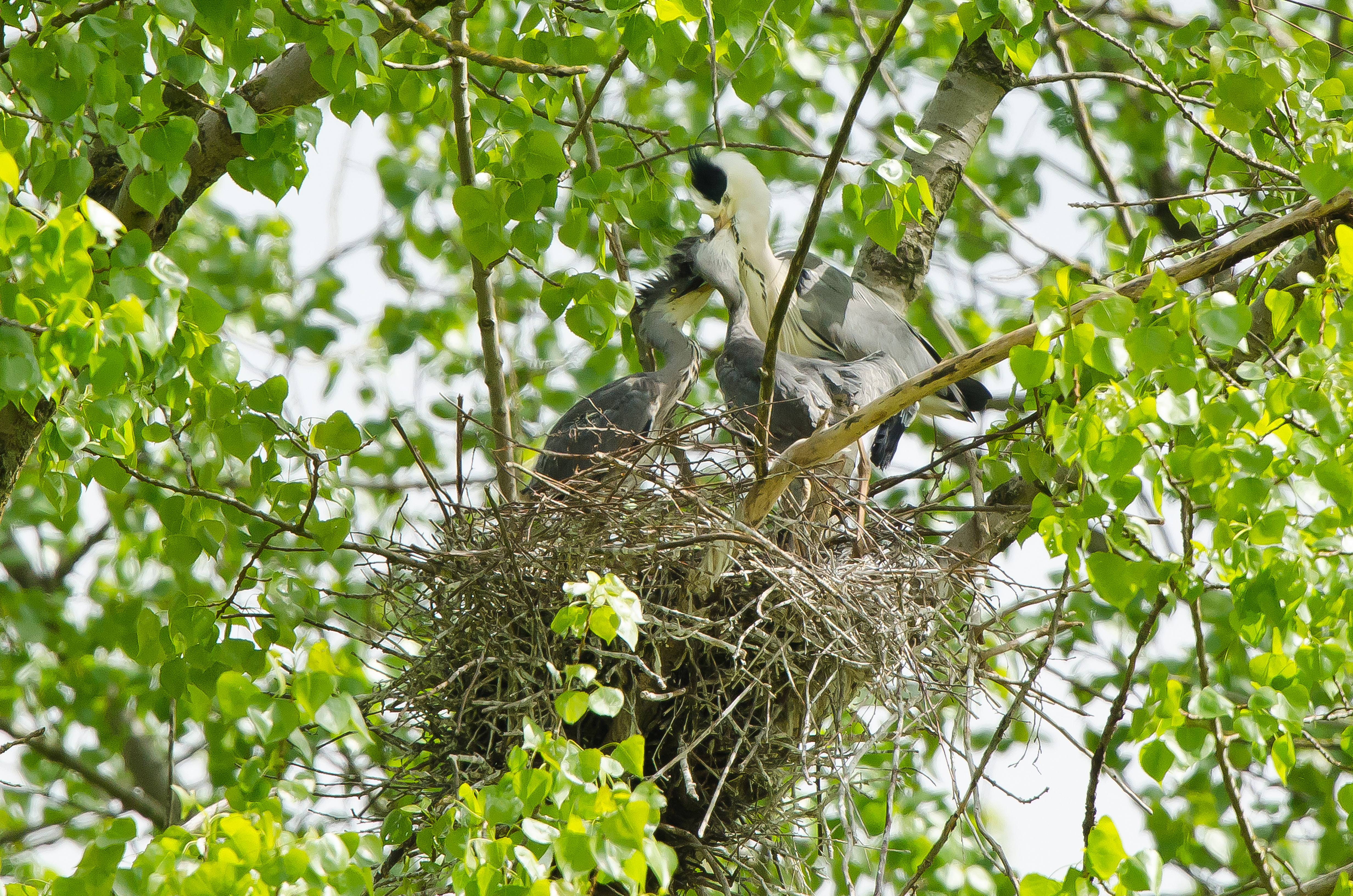
Ooibosreservaat bij Mehlbergen: blauwe reigers
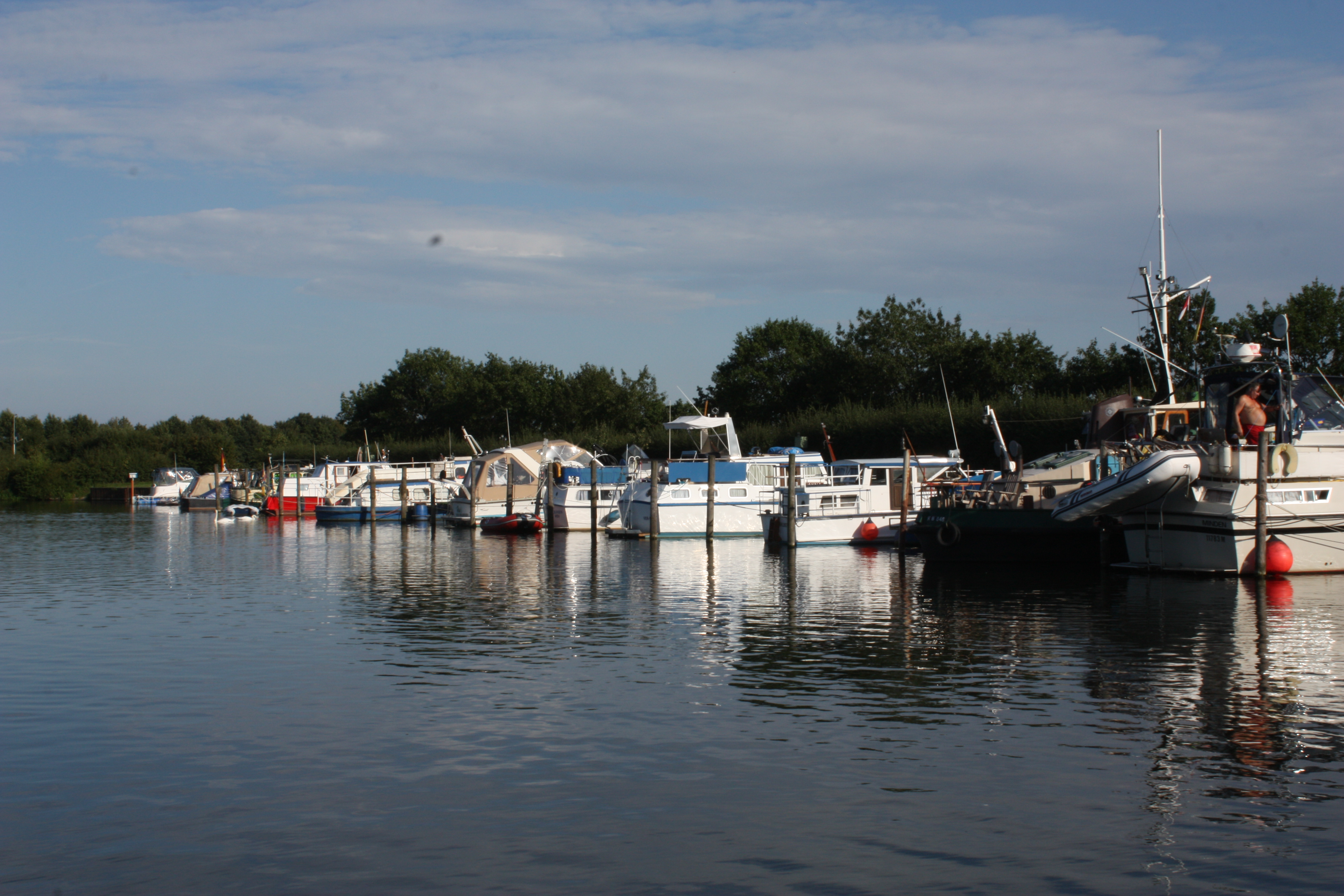
Jachthaven Marina Mehlbergen aan de Wezer
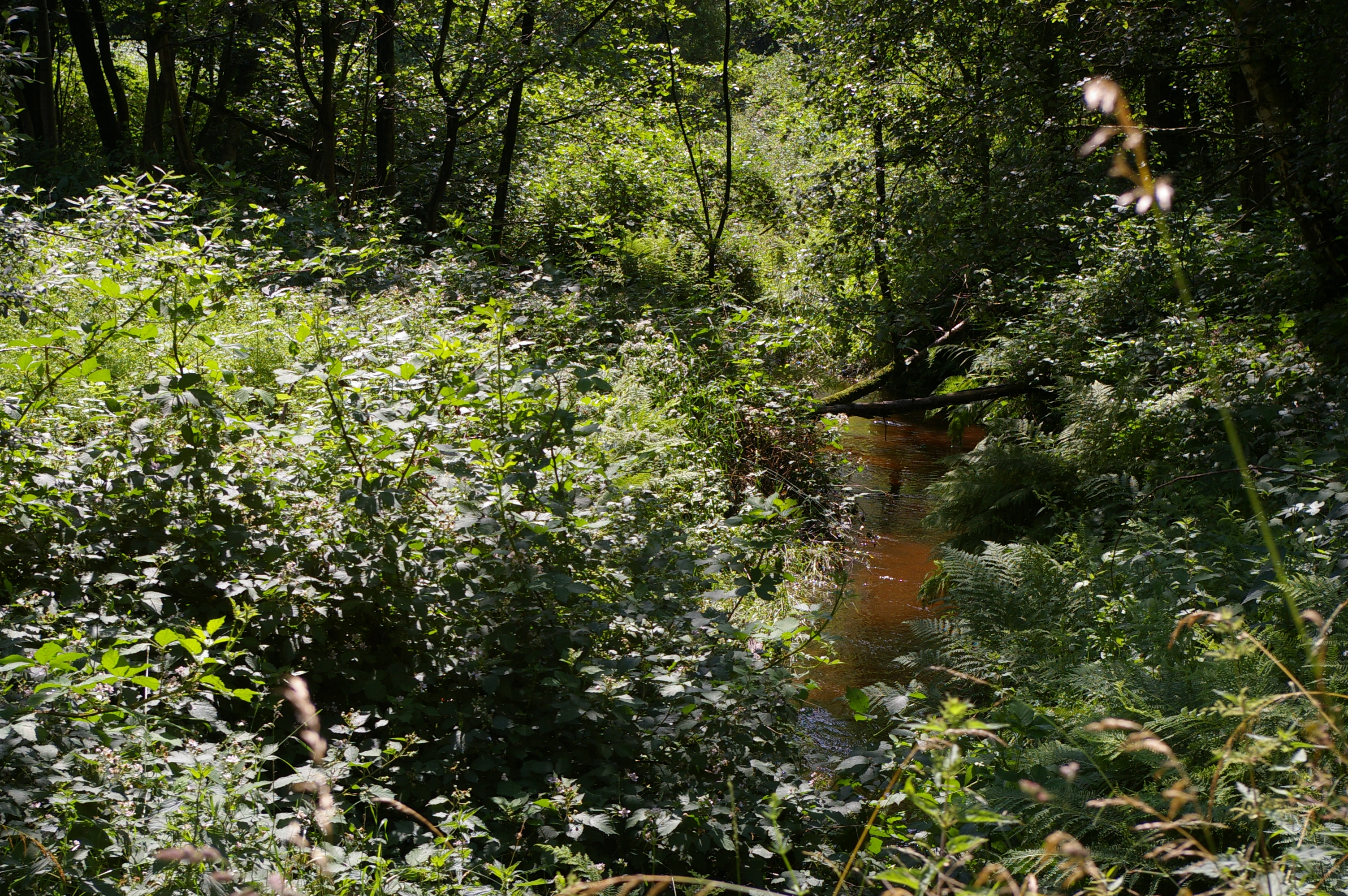
In het natuurreservaat Speckenbachtal

### Voormalige Samtgemeinde Liebenau

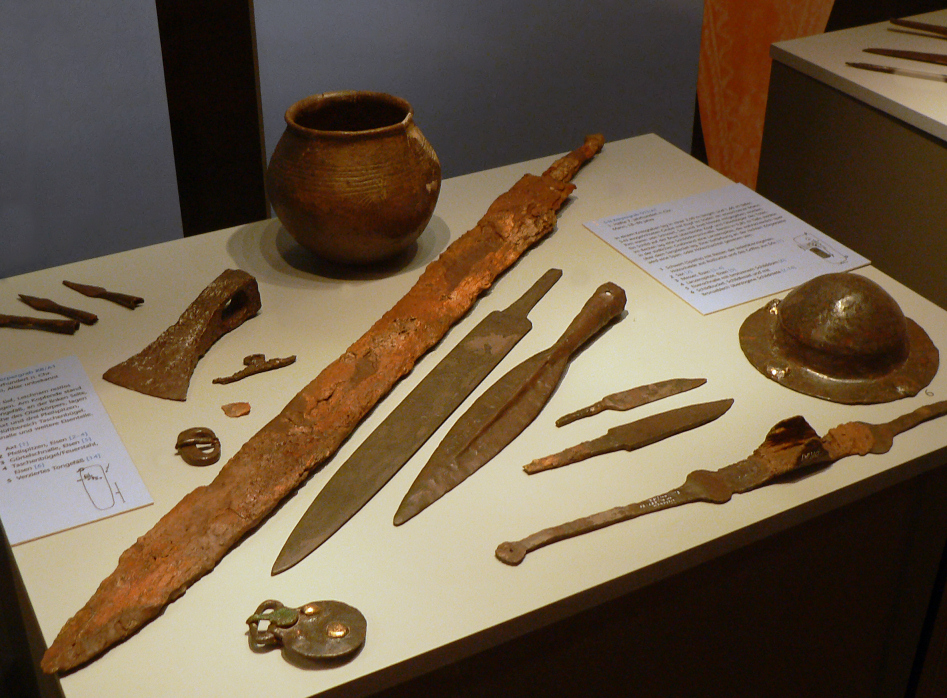
Grafgiften van het Oudsaksische grafveld bij Liebenau (Museum Nienburg)
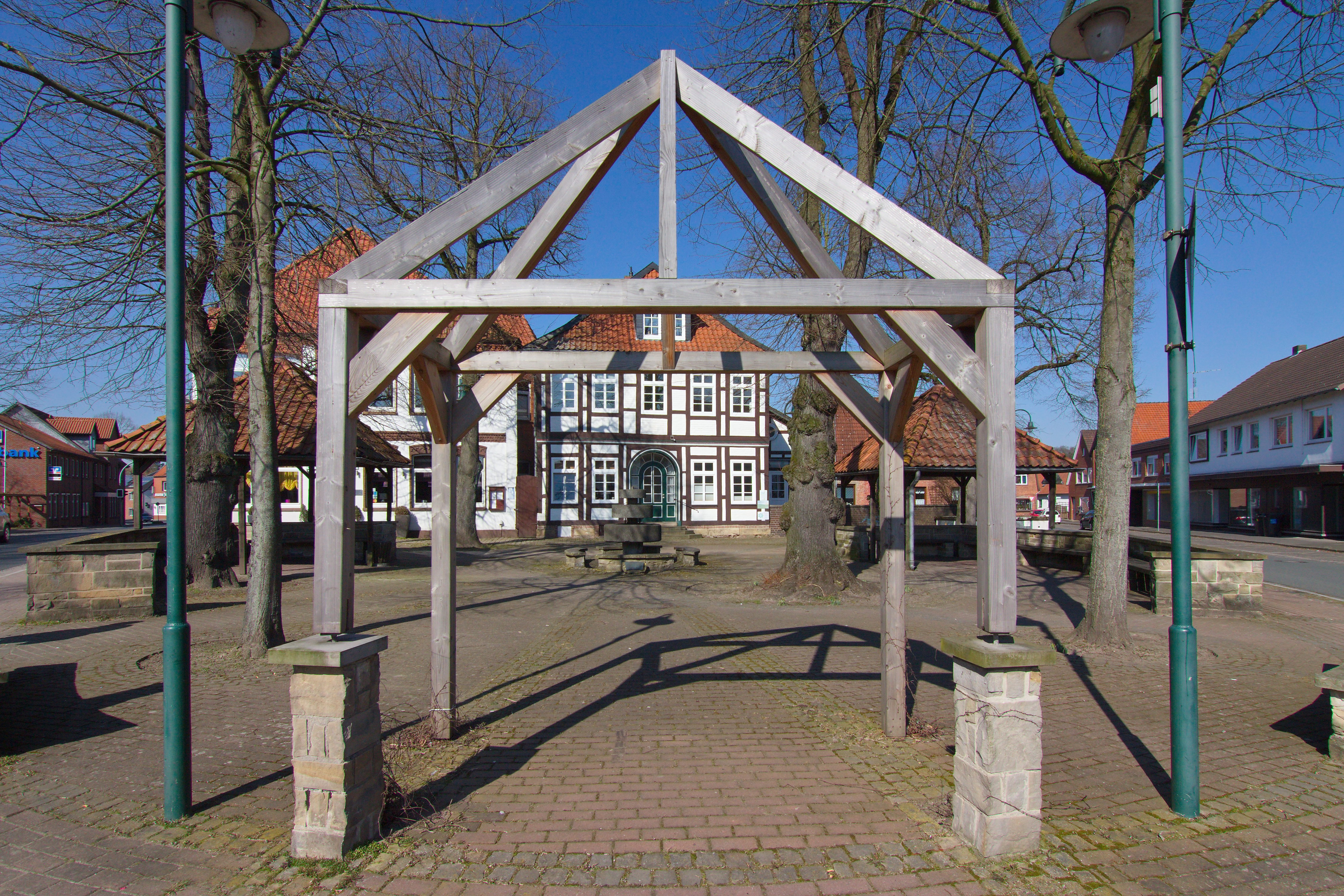
Kijkje in Liebenau
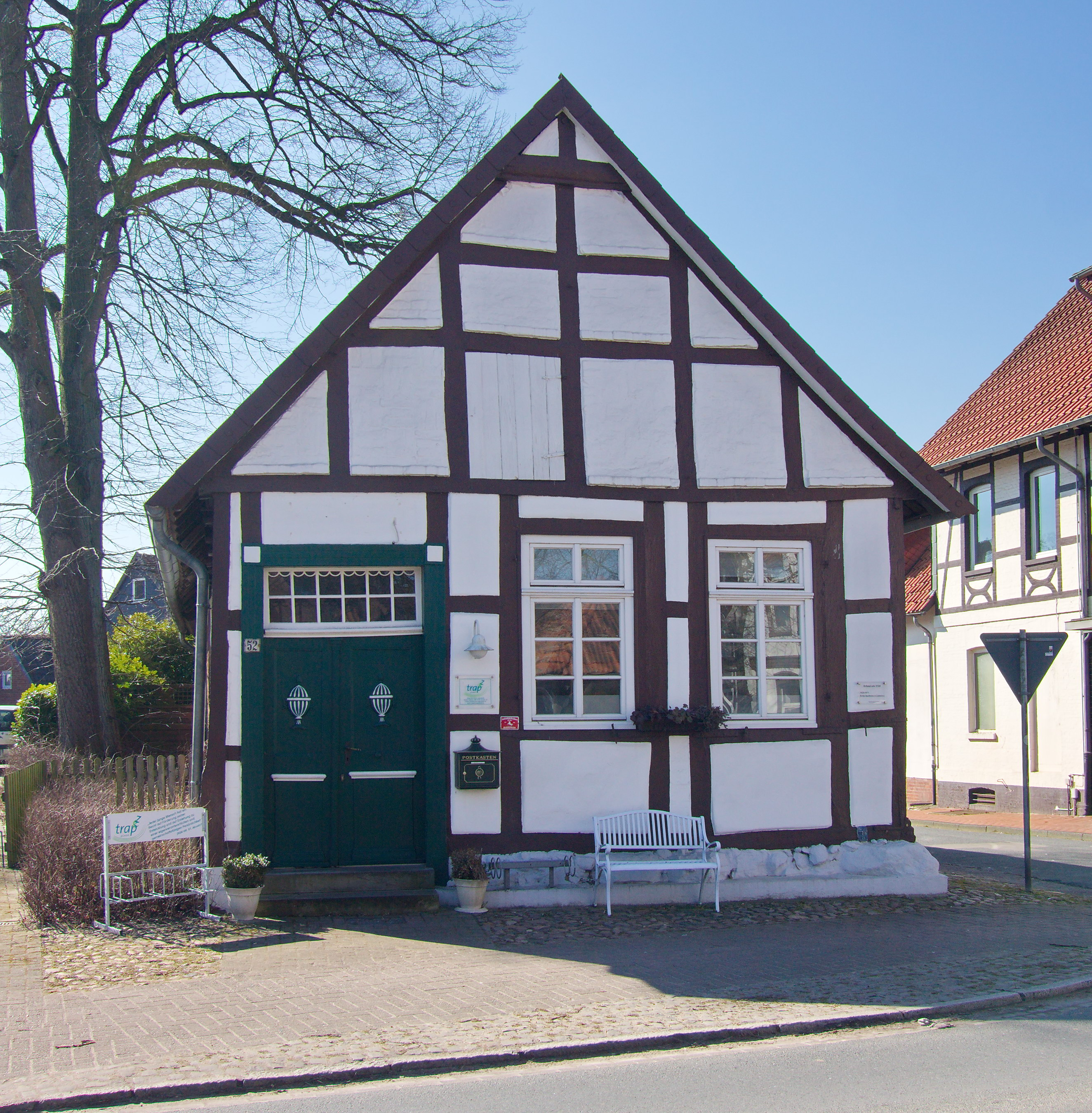
Liebenau, vakwerkhuis Eerste Apotheek anno 1720
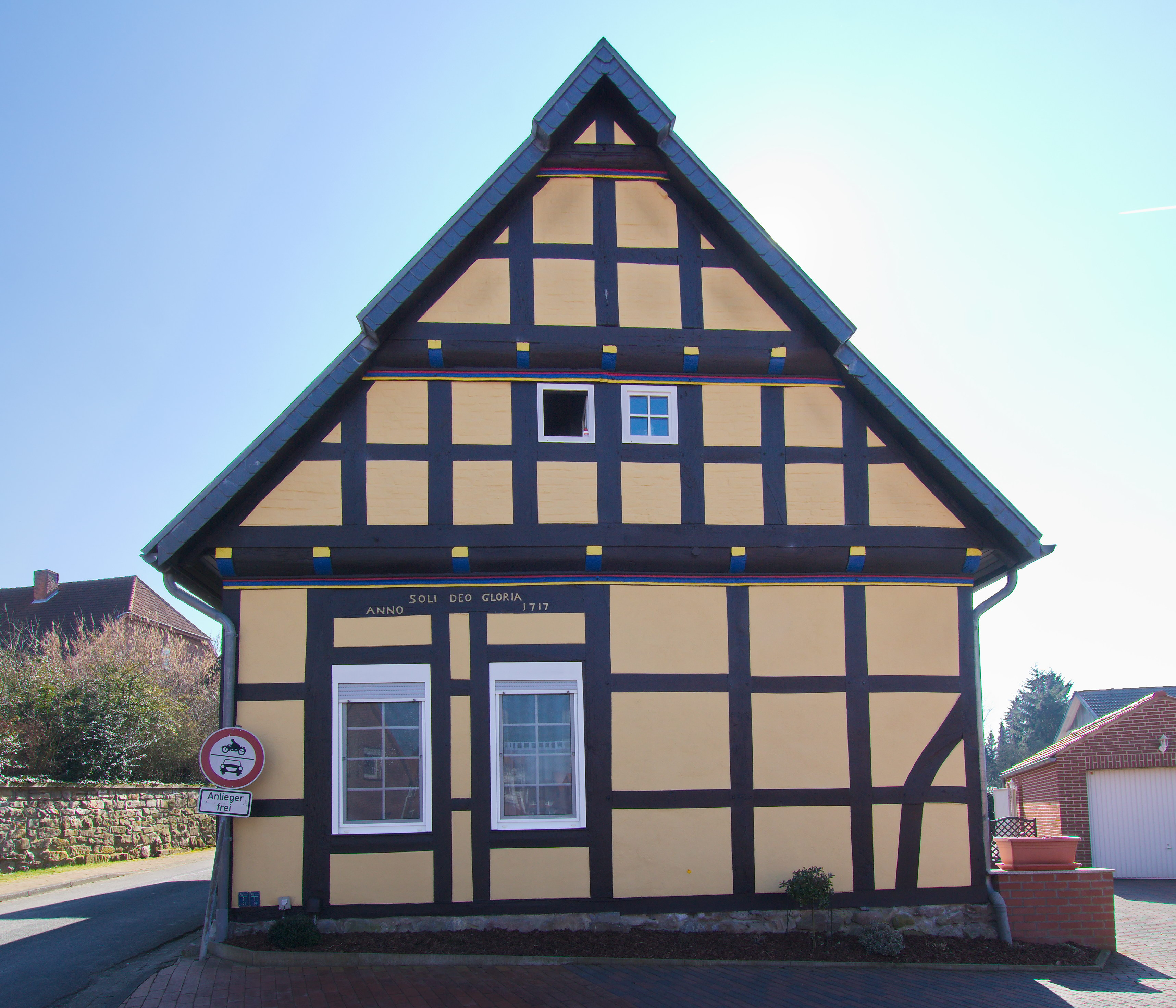
Liebenau, vakwerkhuis anno 1717
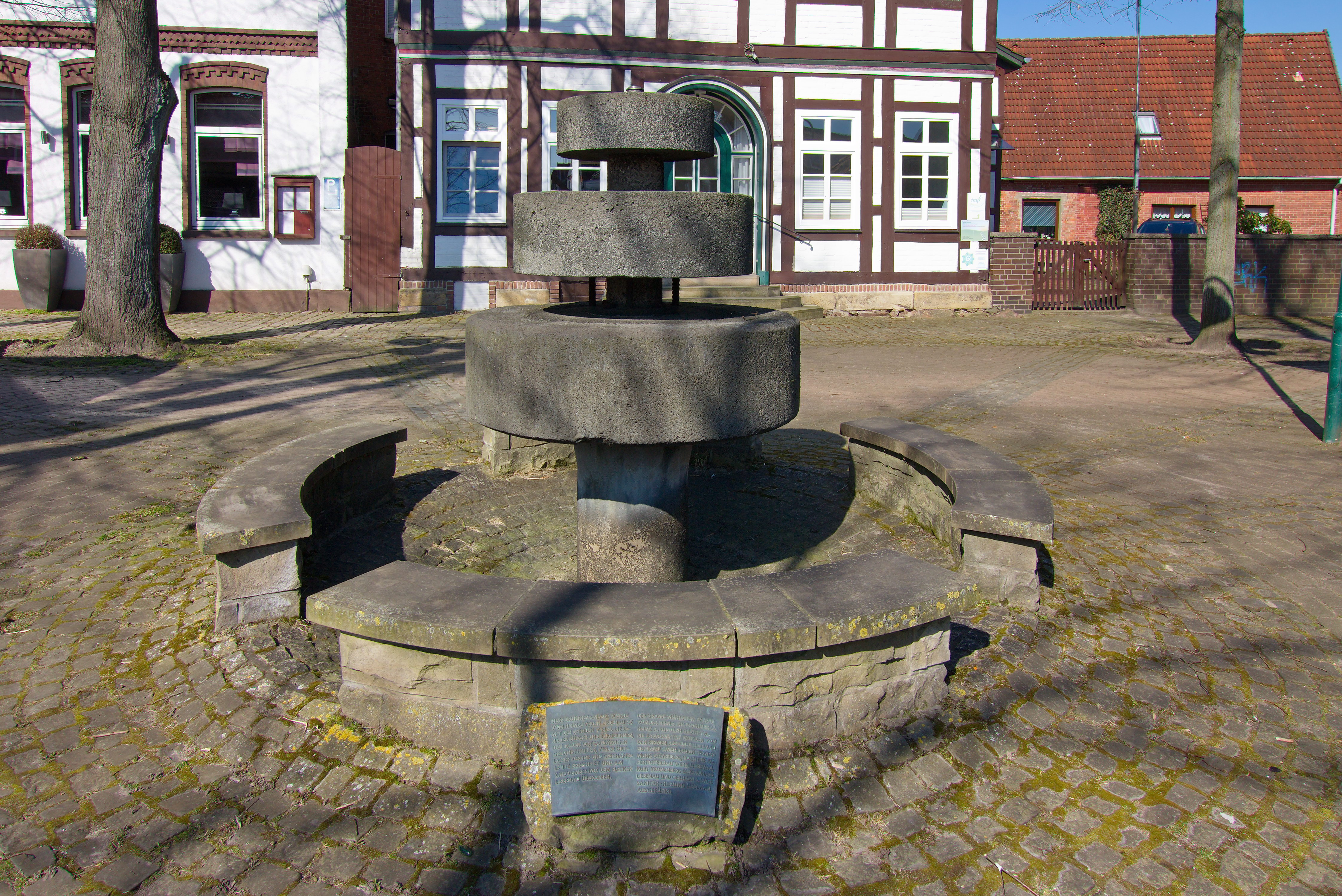
Liebenau, moderne fontein
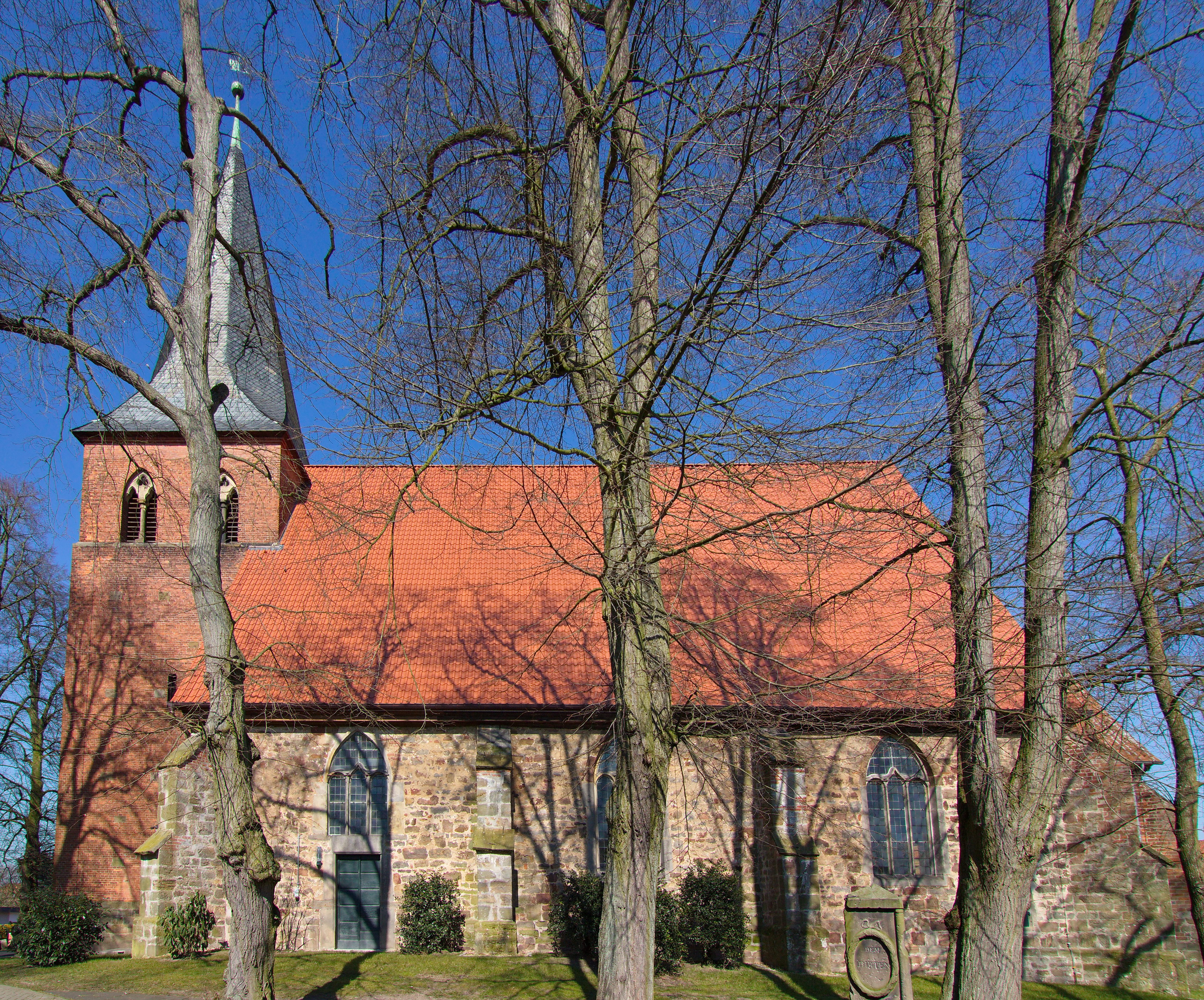
Liebenau, evang. lutherse St.-Laurentiuskerk
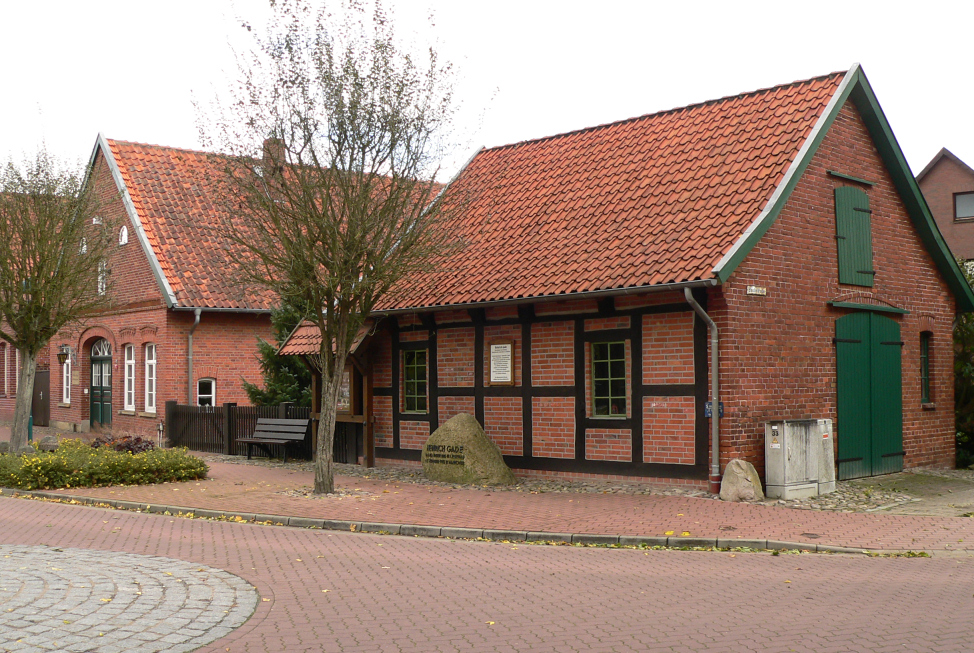
Heimathaus (streekmuseum en kulturhus) Witten Hus
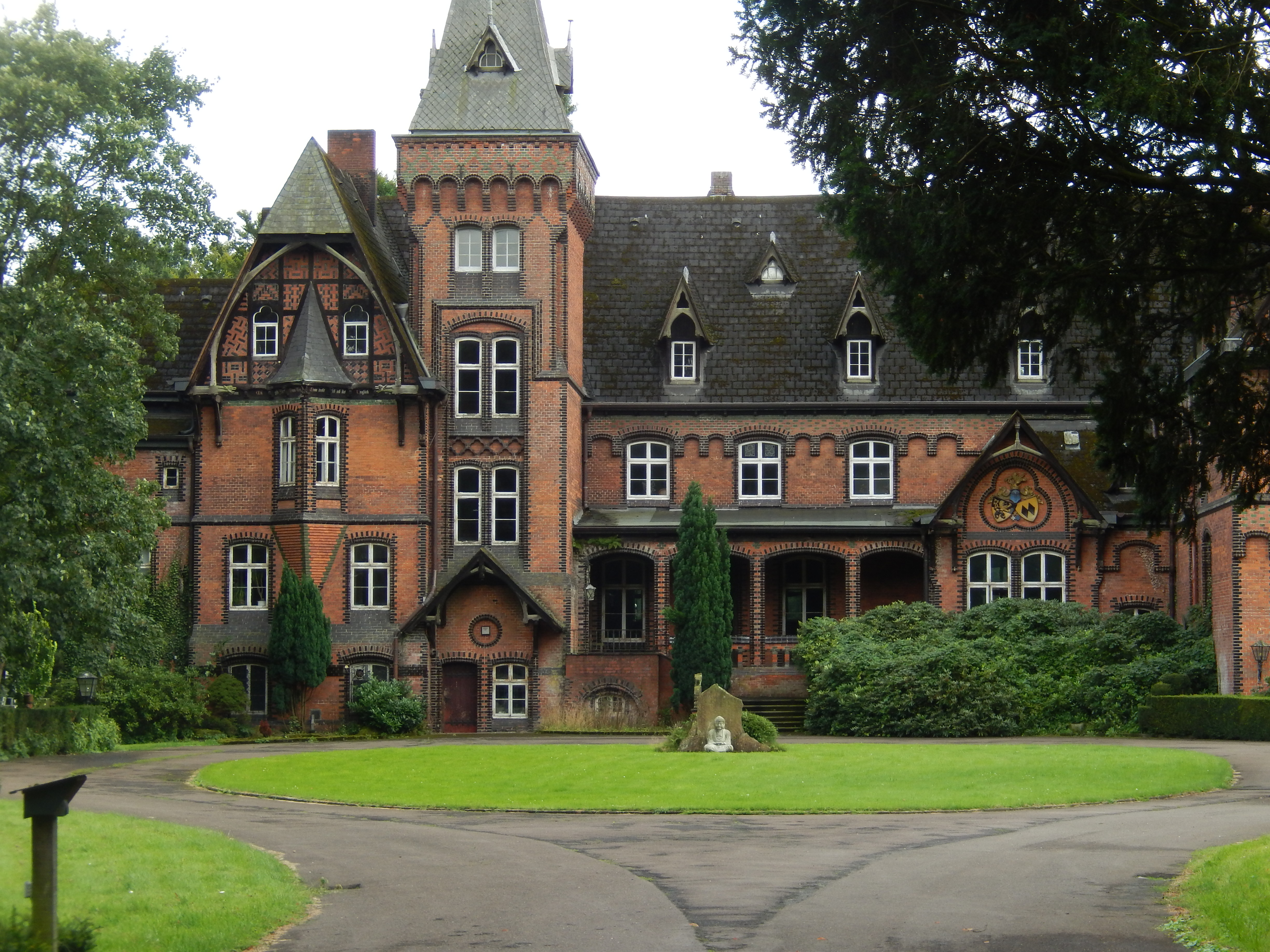
Schloss Eickhof (thans zen-klooster)
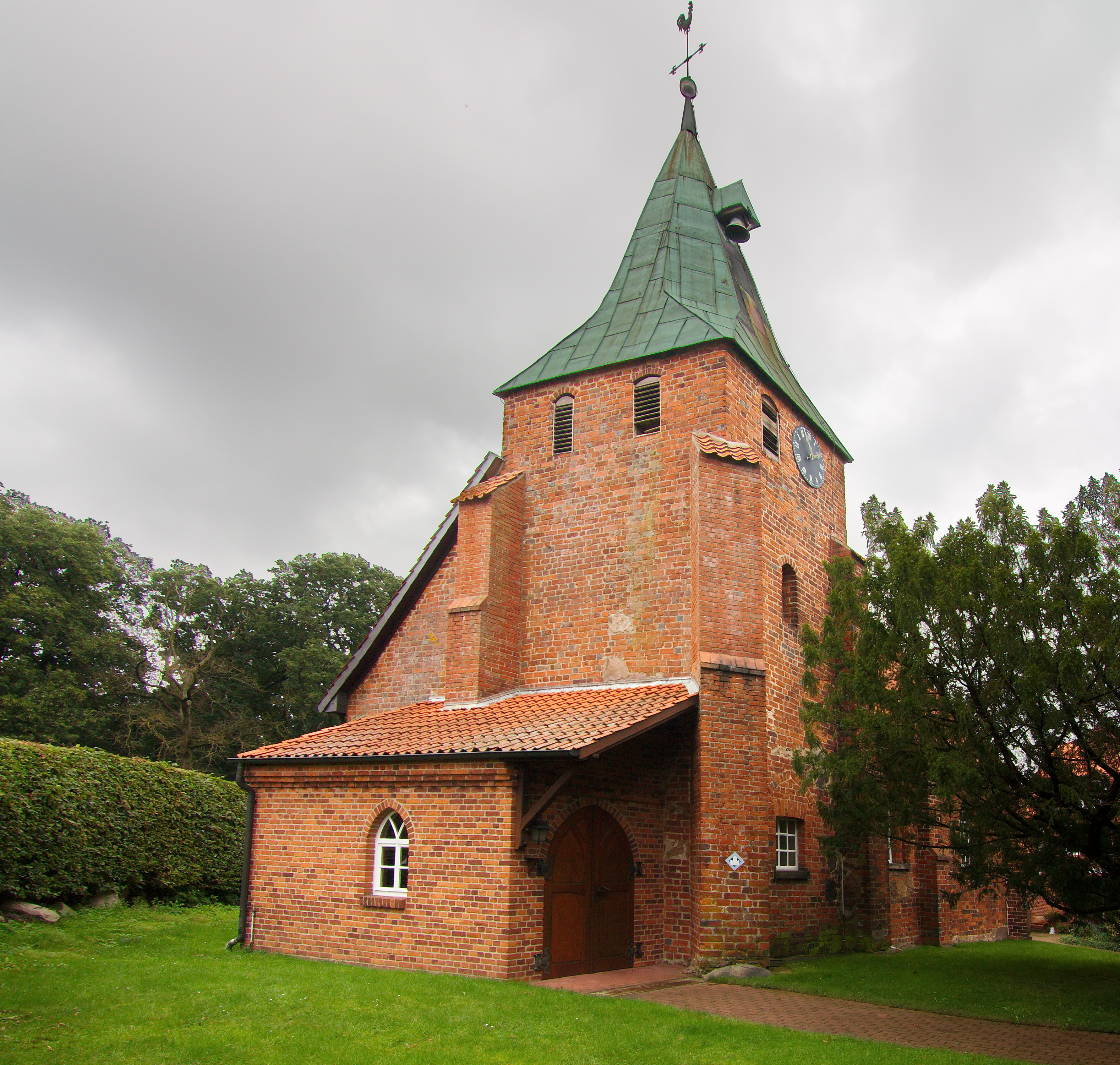
Kerk van het dorp Binnen
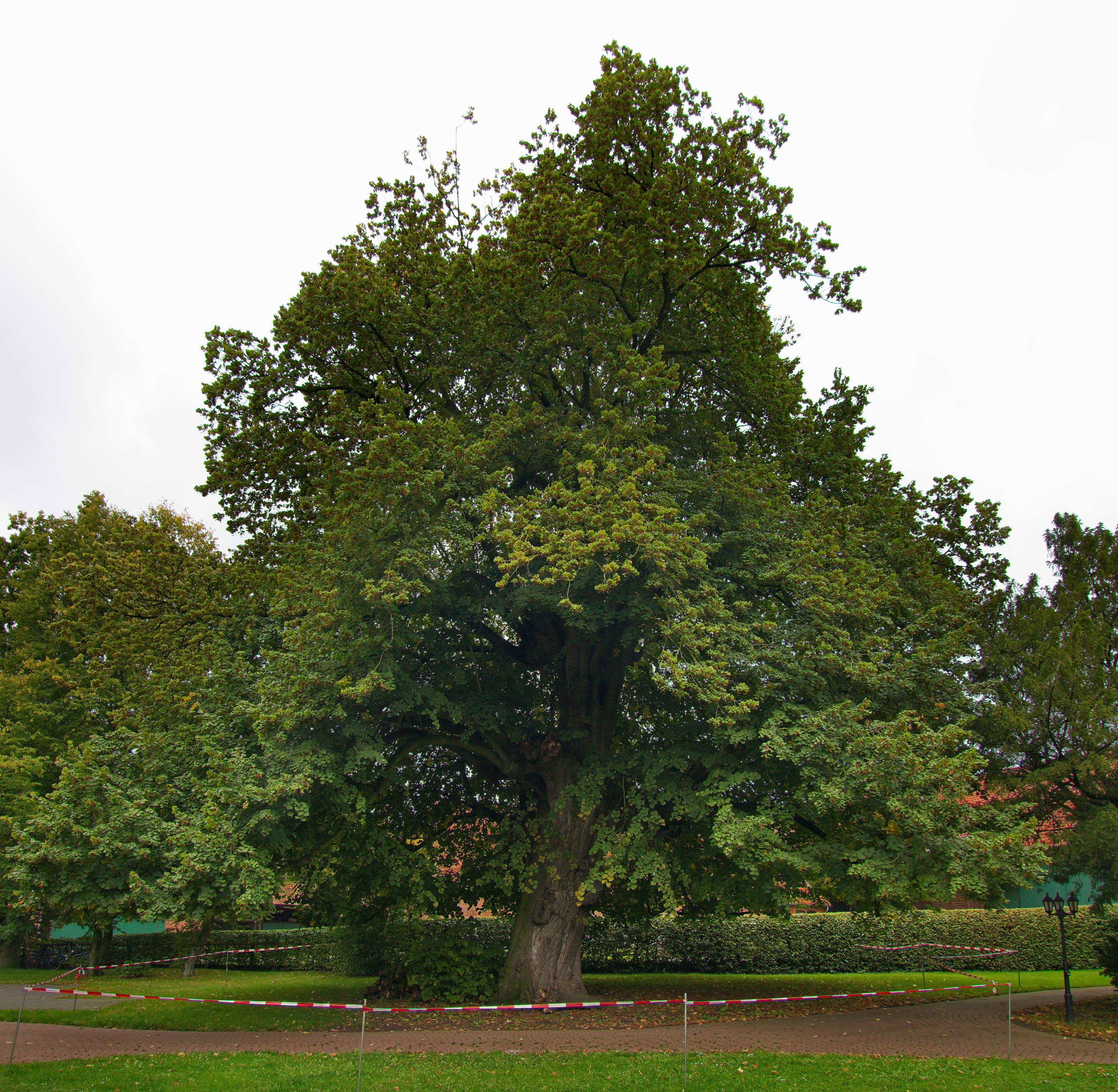
450-jarige linde te Binnen
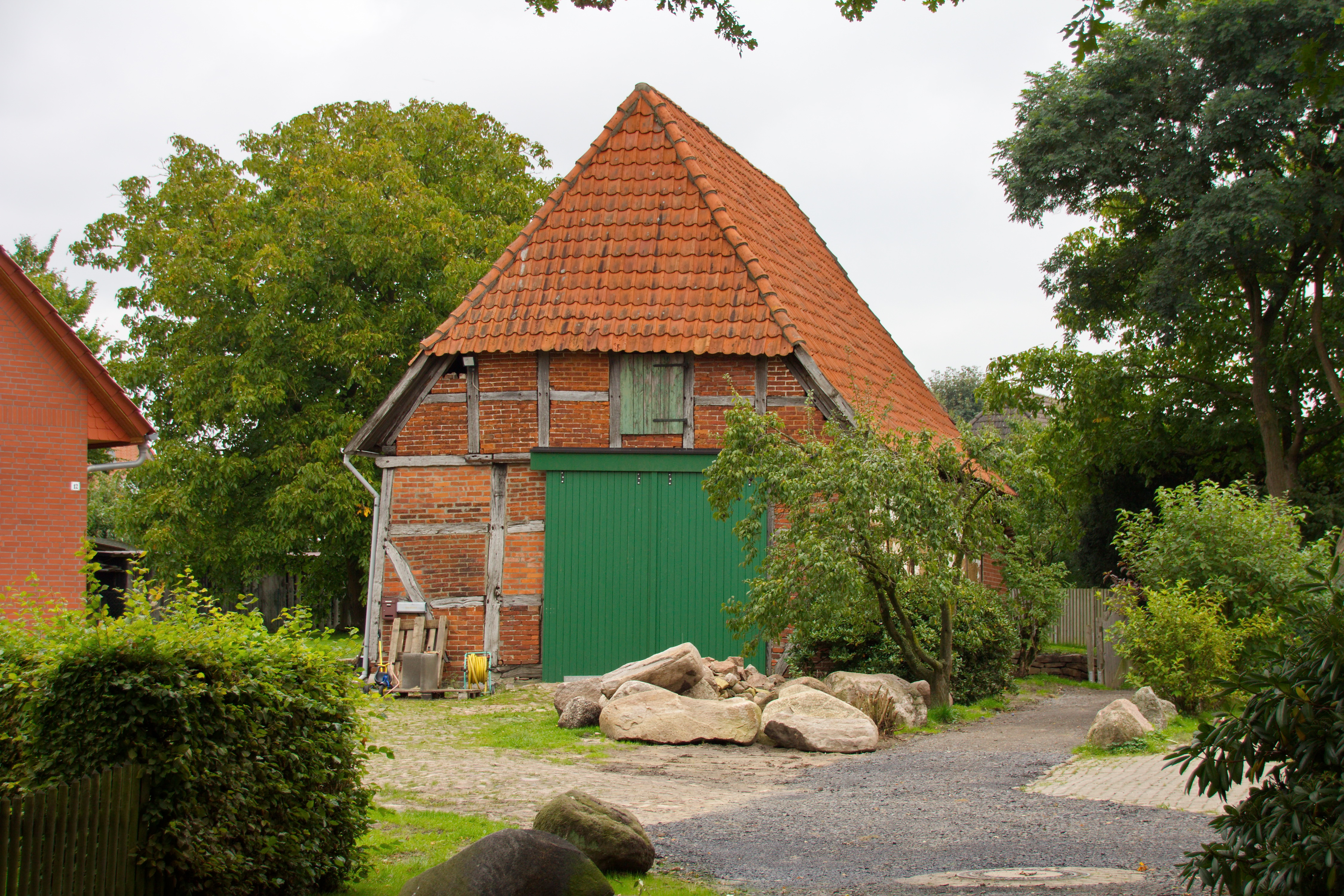
Vakwerkschuur te Binnen
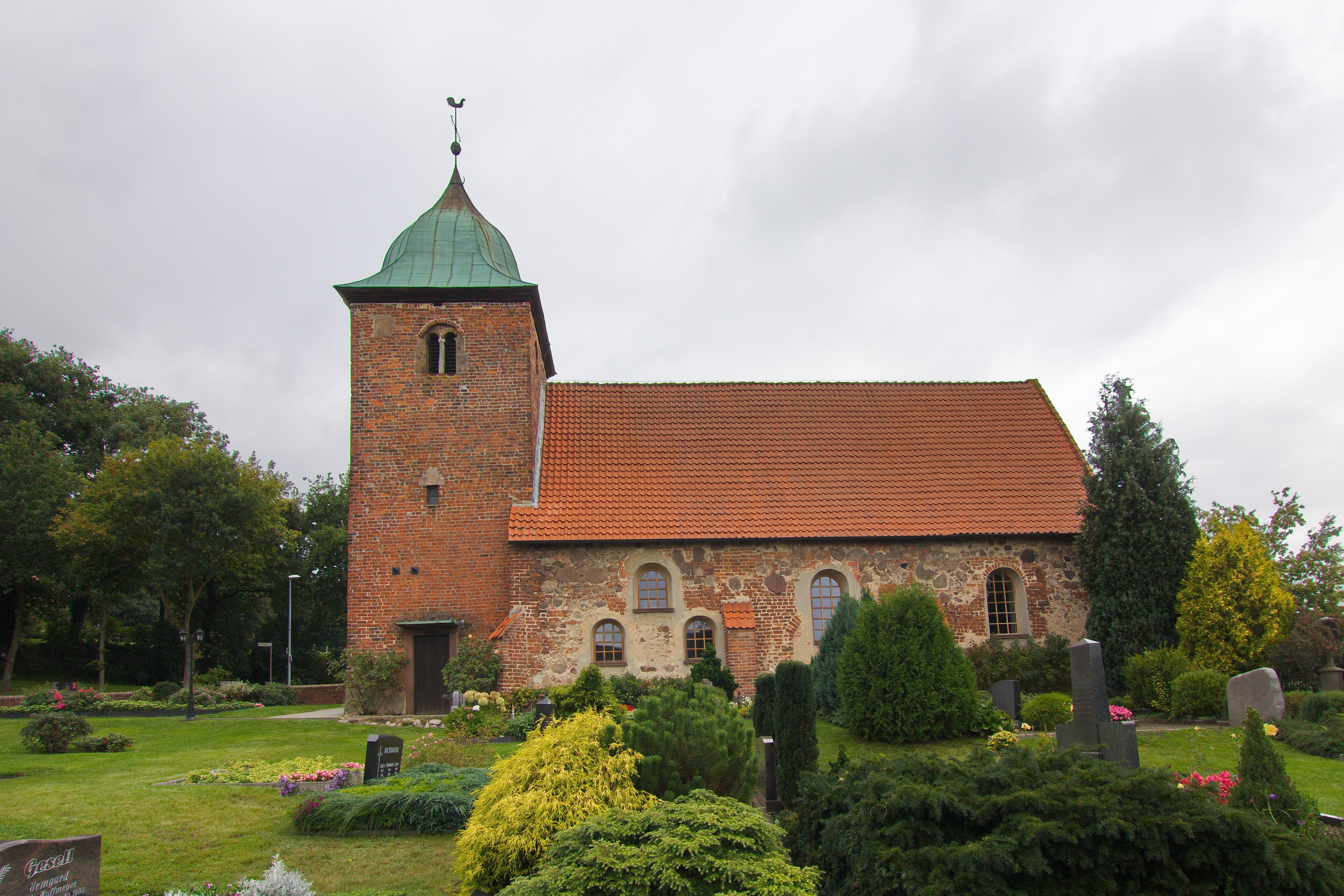
Kerkje te Bühren

## Belangrijke personen in relatie tot de gemeente

### Geboren
- Magdalene Thimme (* 3 november 1880 in Lohe, (nu Marklohe); † 12 mei 1951 in Bremen), Duits pedagoge en godsdienstlerares, evenals haar broer en collega, de theoloog  Wilhelm Thimme (1879-1966),  tegenstander van het nationaalsocialisme en actief binnen de Bekennende Kirche in de stad Bremen; Magdalene was na de Tweede Wereldoorlog pacifiste.

Balge · 
Binnen · 
Bücken · 
Diepenau · 
Drakenburg · 
Estorf · 
Eystrup · 
Gandesbergen · 
Hämelhausen · 
Haßbergen · 
Hassel (Weser) · 
Heemsen · 
Hilgermissen · 
Hoya · 
Hoyerhagen · 
Husum · 
Landesbergen · 
Leese · 
Liebenau · 
Linsburg · 
Marklohe · 
Nienburg/Weser · 
Pennigsehl · 
Raddestorf · 
Rehburg-Loccum · 
Rodewald · 
Rohrsen · 
Schweringen · 
Steimbke · 
Steyerberg · 
Stöckse · 
Stolzenau · 
Uchte · 
Warmsen · 
Warpe · 
Wietzen